# Saha-gu (Busan)
Saha-gu es un distrito en el oeste de Busan, Corea del Sur. Tiene una superficie de 40,89 kilómetros ², y una población de alrededor de 375.000. Alrededor de un tercio de la superficie es terreno forestal. Saha-gu se convirtió en una gu de Busan en 1983. Aquí se encuentra el campus Seunghak de la Universidad Dong-A.

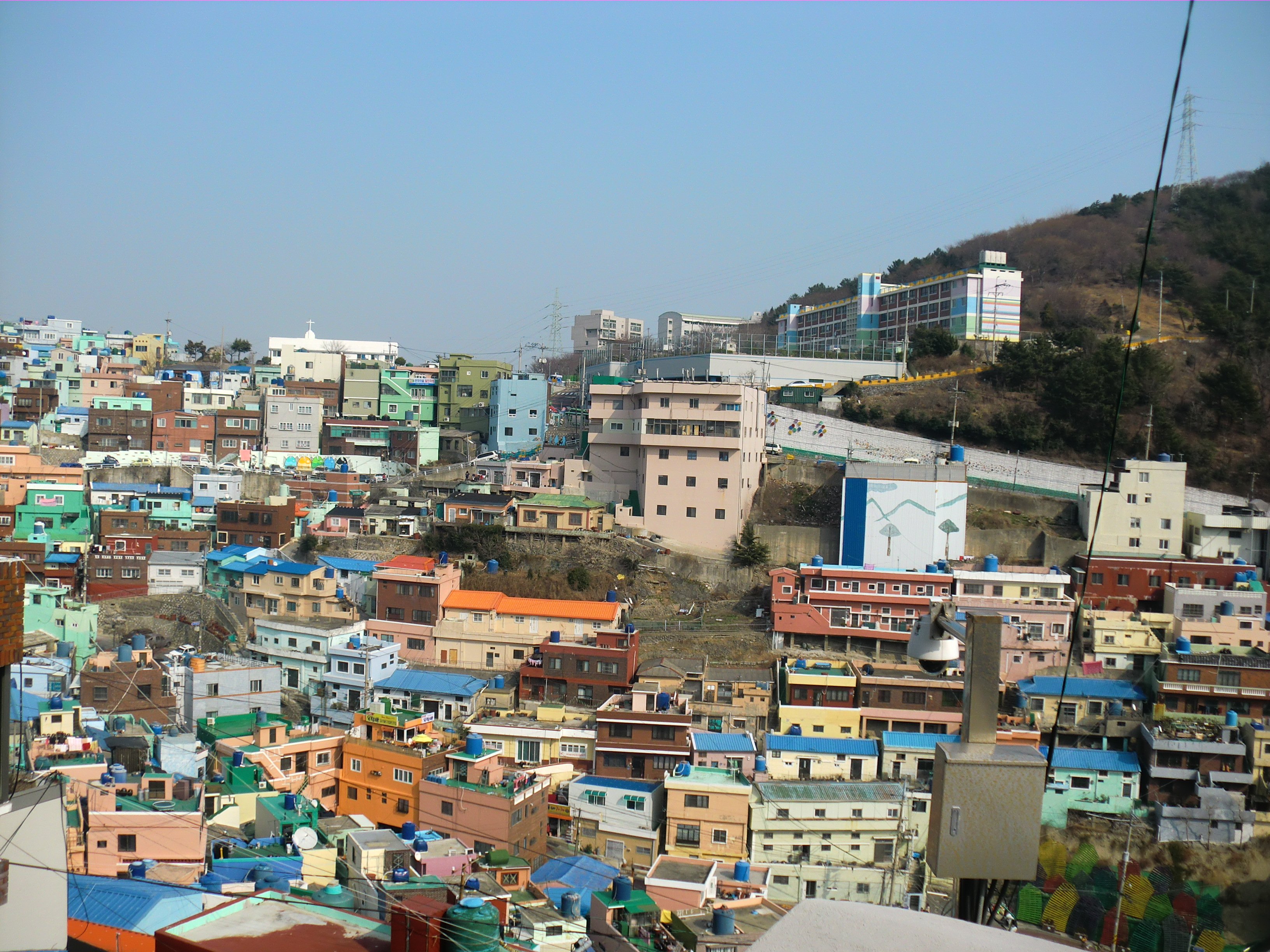
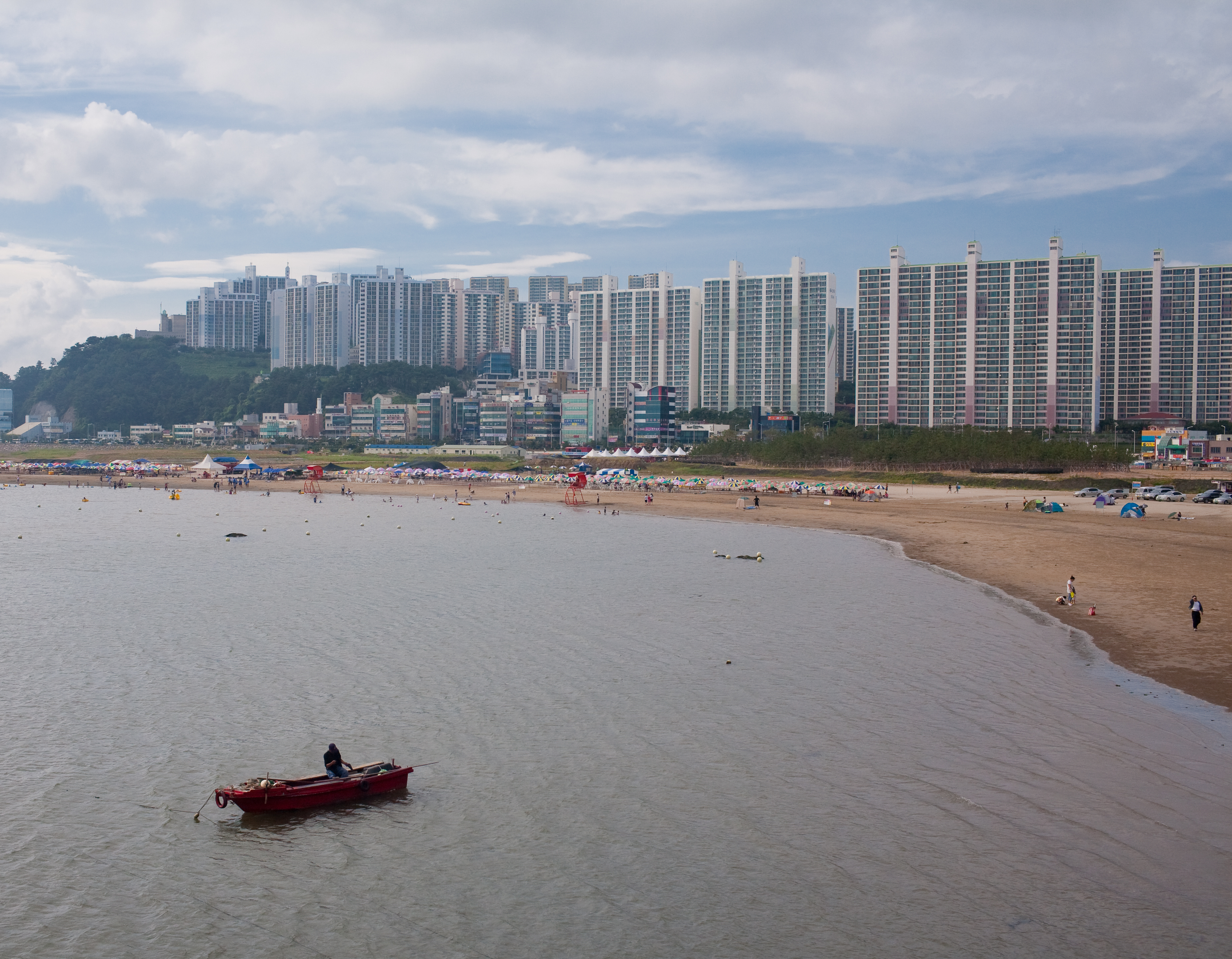
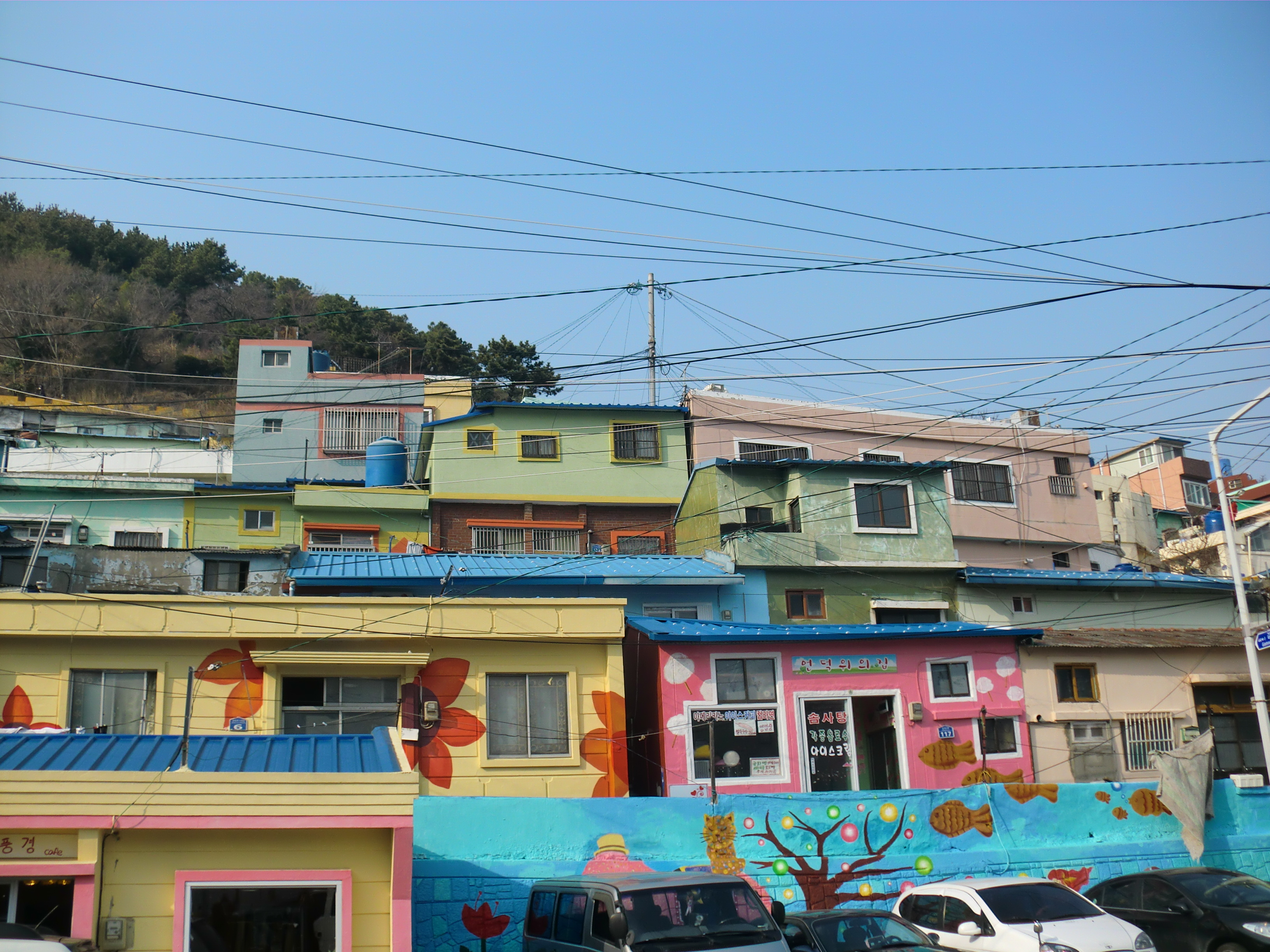

## Divisiones administrativas

- Geojeong-dong
- Dangni-dong
- Hadan-dong
- Sinpyeong-dong
- Jangnim-dong
- Dadae-dong
- Gupyeong-dong
- Gamcheon-dong